# Basin Reserve

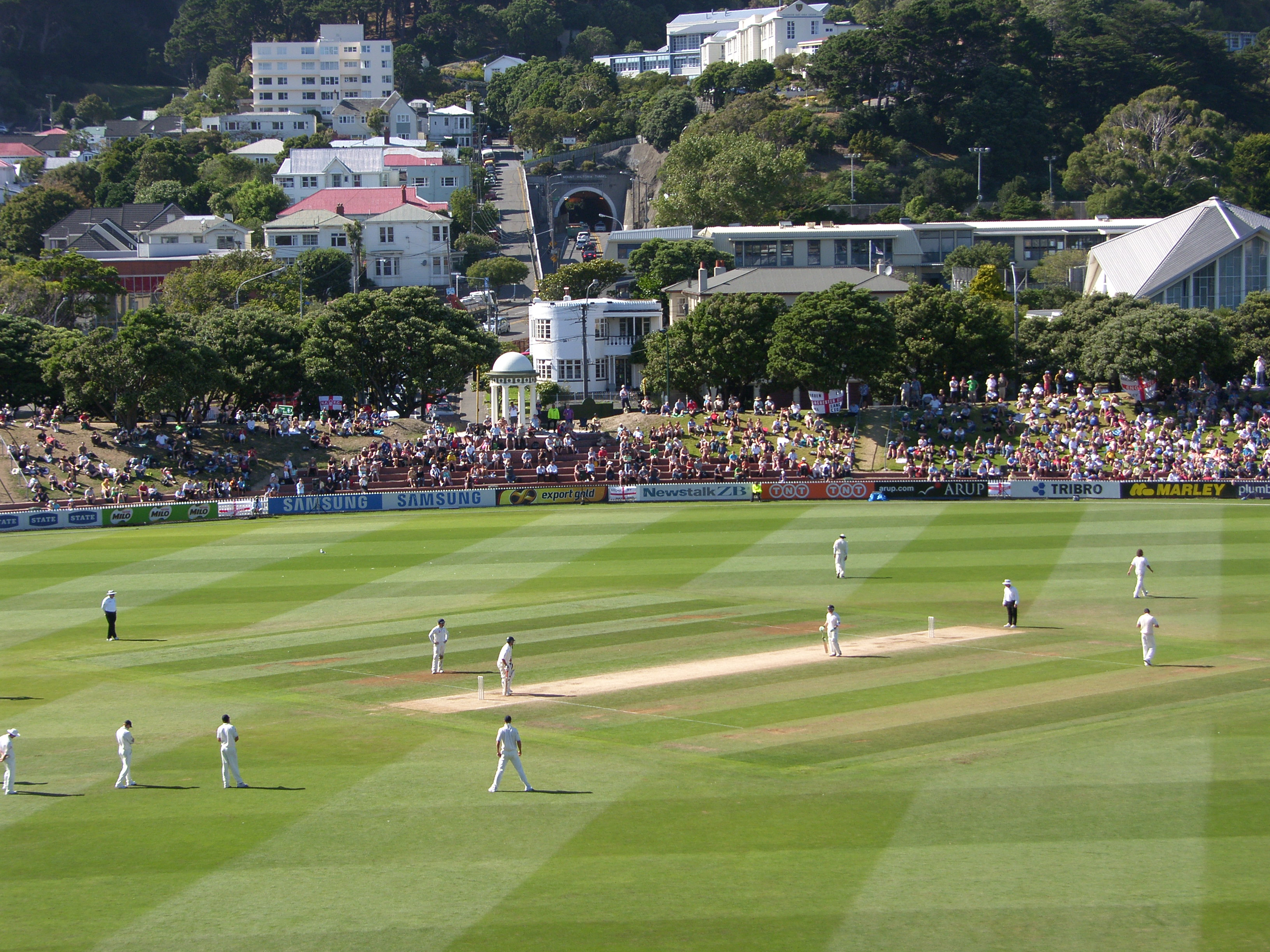
Basin Reserve

Basin Reserve - narodowy stadion Nowej Zelandii do gry w krykieta zbudowany w 1868 r. W XX wieku nadano mu status zabytku. Jest to najpopularniejszy i największy stadion do gry w krykieta w Nowej Zelandii (krykiet jest sportem narodowym tego kraju). Stadion był używany również jako scena koncertowa. 
Usytuowany jest 2km na południe od dzielnicy biznesowej, u podnóży Mount Victoria (Góra Wiktoria). Na południe od stadionu znajdują się: Government House (siedziba gubernatora Nowej Zelandii) oraz szkoła (ang. Wellington College). Na wschód od stadionu położony jest Tunel Wiktoria (ang. Mount Victoria Tunnel), zbudowany w 1931 r. Znamienne jest ograniczenie ruchu w pobliżu Basin Reserve do minimum (droga w pobliżu stadionu jest jednokierunkowa). 
Stadion mieści również muzeum krykieta (ang. New Zealand Cricket Museum). Muzeum zaopatrzone jest w bibliotekę z literaturą dotyczącą historii krykieta i zasad gry.
Pierwsza gra na Basin Reserve miała miejsce 11 stycznia 1868 r. i toczyła się między więźniami z Mount Cook Gaol a strażnikami z tegoż więzienia. Rozgrywka zakończyła się kontuzjami wielu zawodników z powodu kamieni i żwiru tkwiącego w trawie. Po tym pierwszym spotkaniu władze miasta rozpoczęły organizację mityngów lekkoatletycznych i rozgrywek sportowych na Basin. Rozgrywki te nazwano Highland Games. Konkurencje, które wliczały się w skład mityngów to : lekkoatletyka (przede wszystkim biegi), wyścigi, taniec oraz później ścinanie drzew i wyścigi rowerowe. Podatny na nierówności grunt został odnowiony w 1872 r. Pierwszy profesjonalny mecz krykieta rozegrano 30 października 1873 r. między Wellington i Auckland (mecz zakończył się zwycięstwem drużyny ze stolicy). Pierwszy mecz rugby rozegrano pomiędzy Wellington a drużyną marynarzy z HMS „Rosario”, który ci drudzy wygrali przewagą jednego punktu. 
Pierwszy mecz międzynarodowy na Basin Reserve rozegrano 24 stycznia 1930 r. między Nową Zelandią a Anglią. Mecze międzynarodowe były rozgrywane na Basin do 1999, kiedy to rozgrywki przeniesiono do Westpac Stadium. 
Na stadionie okazjonalnie rozgrywane są mecze piłki nożnej. Mecze nierzadko rozgrywa tu zespół Wellington Phoenix.